# Мутсвайро, Соломон
Соломон Мангвиро Мутсвайро (1924—2005) — зимбабвийский поэт и прозаик. Основоположник литературы на языке шона. Автор текста государственного гимна Республики Зимбабве. Зачинатель жанра исторического романа в стране.

## Биография
В 1944-58 гг. учился в Адамс-колледже и университетском колледже Форт-Хейра (ЮАР). Один из немногих чёрных писателей Южной Родезии старшего поколения имевших высшее образование. Преподавал, был директором школы. Продолжал образование в университетах США и Канада. Писал на языке шона и английском. Автор романа «Фезо» (1957), первого в стране произведения художественной литературы, книги стихов для детей, составитель поэтической антологии шона. На русском языке стихи поэта публиковались в книге «Поэзия Африки» (М., 1979)

## Творчество
В «Фезо» которая считается первым литературным произведением на диалекте зеруру, сюжетом является война двух племён: ваньиаи и вахоба. В конце побеждённые ваньи жалуются: «Сегодня все богатства земли взяты. Они разделили их между своими. Сегодня они живут свободно, а мы задушены в рабстве». Как отмечает советская исследовательница Т. Иг. Краснопевцева: «Очевидно, что Мутсвайро и его читатели шона понимали под завоевателями не только вахоба».
Профессор Родезийского университета Дж. Кхари признал в 1964г «Фезо» единственной книгой политического содержания в стране. Она была так популярна среди участников чимуренги, что правительство Яна Смита запретило её через 10 лет после опубликования.
В 1978 году вышла другая его известная книга- исторический роман «Мапондерара солдат Зимбабве». О вожде шона, земляке автора, возглавившем восстание 1900-90оз г. против Британской привилегированной южно-африканской компании. Другим персонажем романа является Сесиль Родс которого Мутсвайро называет «символом британского экспансионизма и эксплуатации в Африке».
О своей поэзии Мутсвайро говорит, что она основана на английском стихосложений с его метрами. Традиционная поэтика шона нашла отражение в прозе писателя.